# Prosenoides diacrita
Prosenoides diacrita är en tvåvingeart som beskrevs av Henry J. Reinhard 1954. Prosenoides diacrita ingår i släktet Prosenoides och familjen parasitflugor.
Artens utbredningsområde är Guatemala. Inga underarter finns listade i Catalogue of Life.